# Galeandra arundinis
Galeandra arundinis là một loài thực vật có hoa trong họ Lan. Loài này được Garay & G.A.Romero mô tả khoa học đầu tiên năm 2005.